# Murphydoris
Murphydoris is een geslacht van weekdieren uit de klasse van de Gastropoda (slakken).

## Soort
- Murphydoris singaporensis Sigurdson, 1991